# VEF
56°58′14″ пн. ш. 24°09′41″ сх. д. / 56.970556040796° пн. ш. 24.161485015856° сх. д.

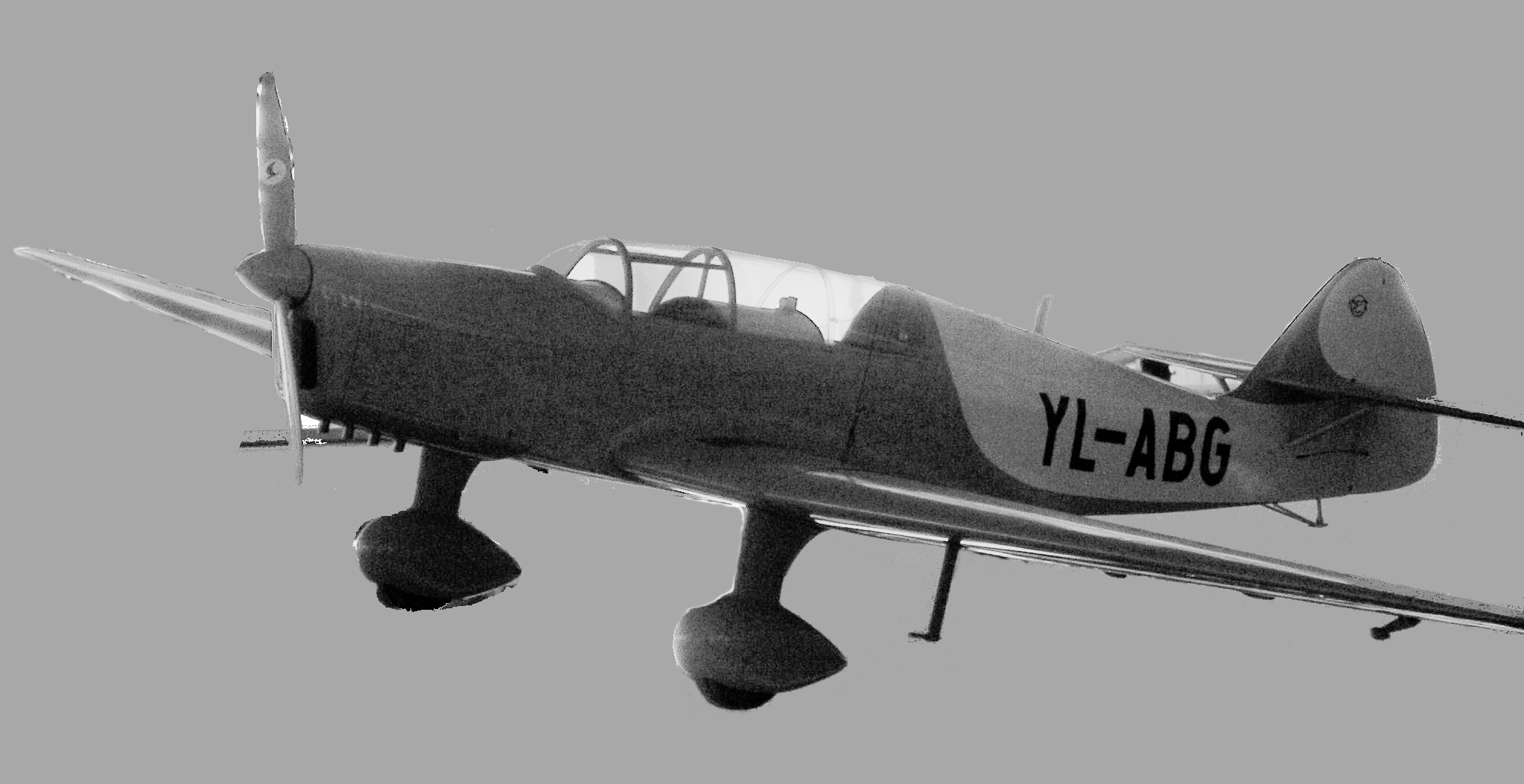
VEF I-12 конструктора Карліса Ірбітіса

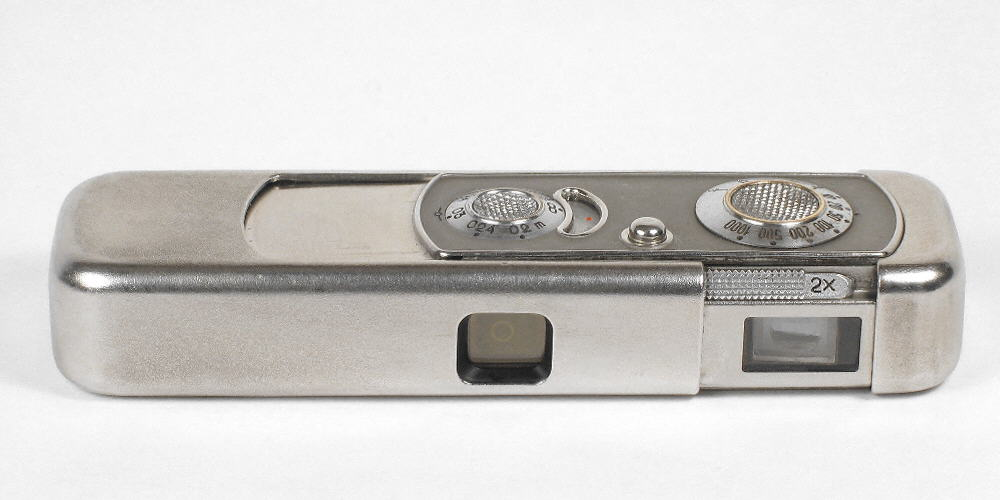
VEF Minox конструктора Вальтера Цаппа

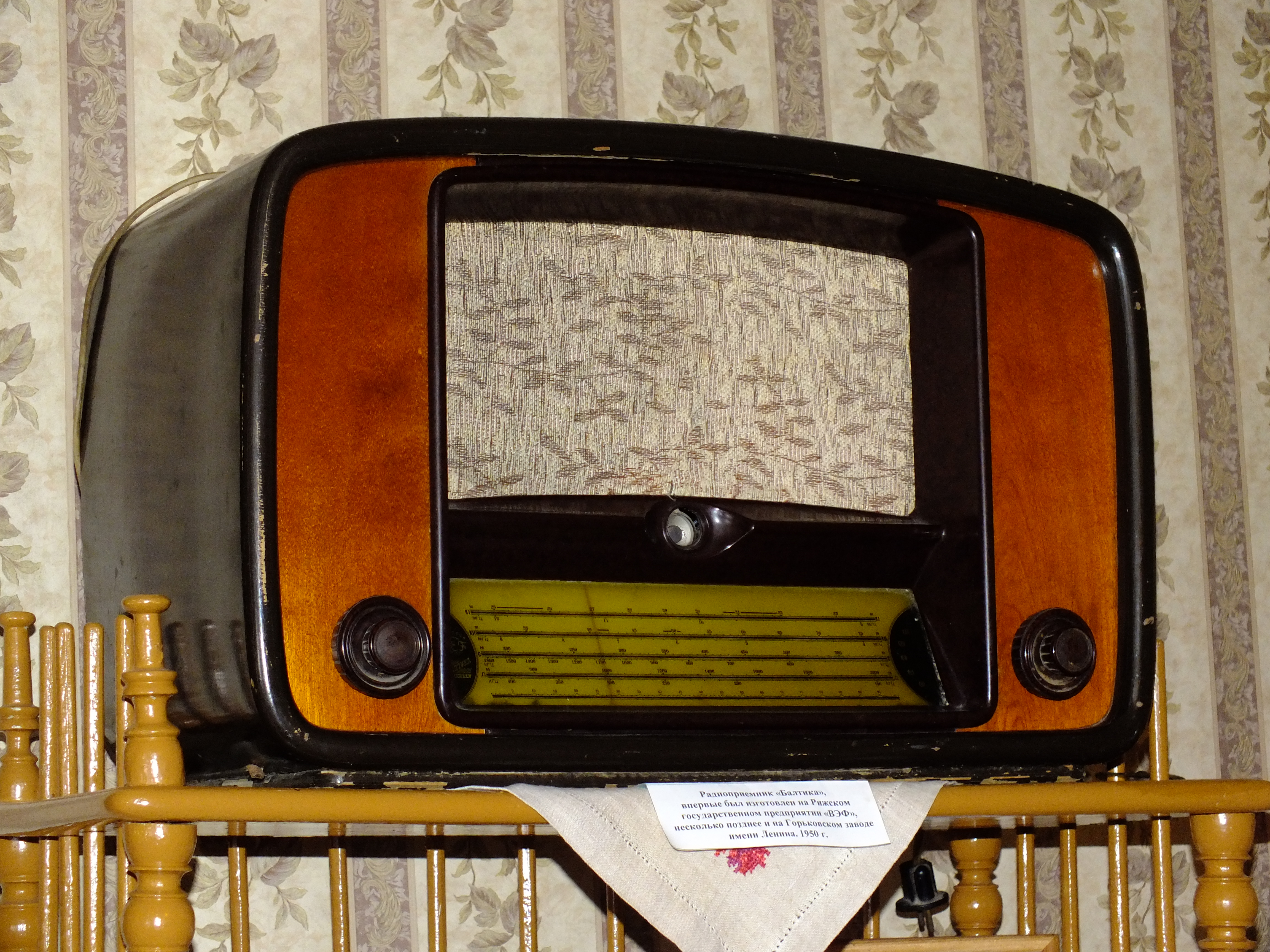
Ламповий приймач 2-го класу «Балтика», який випускався з 1950 року

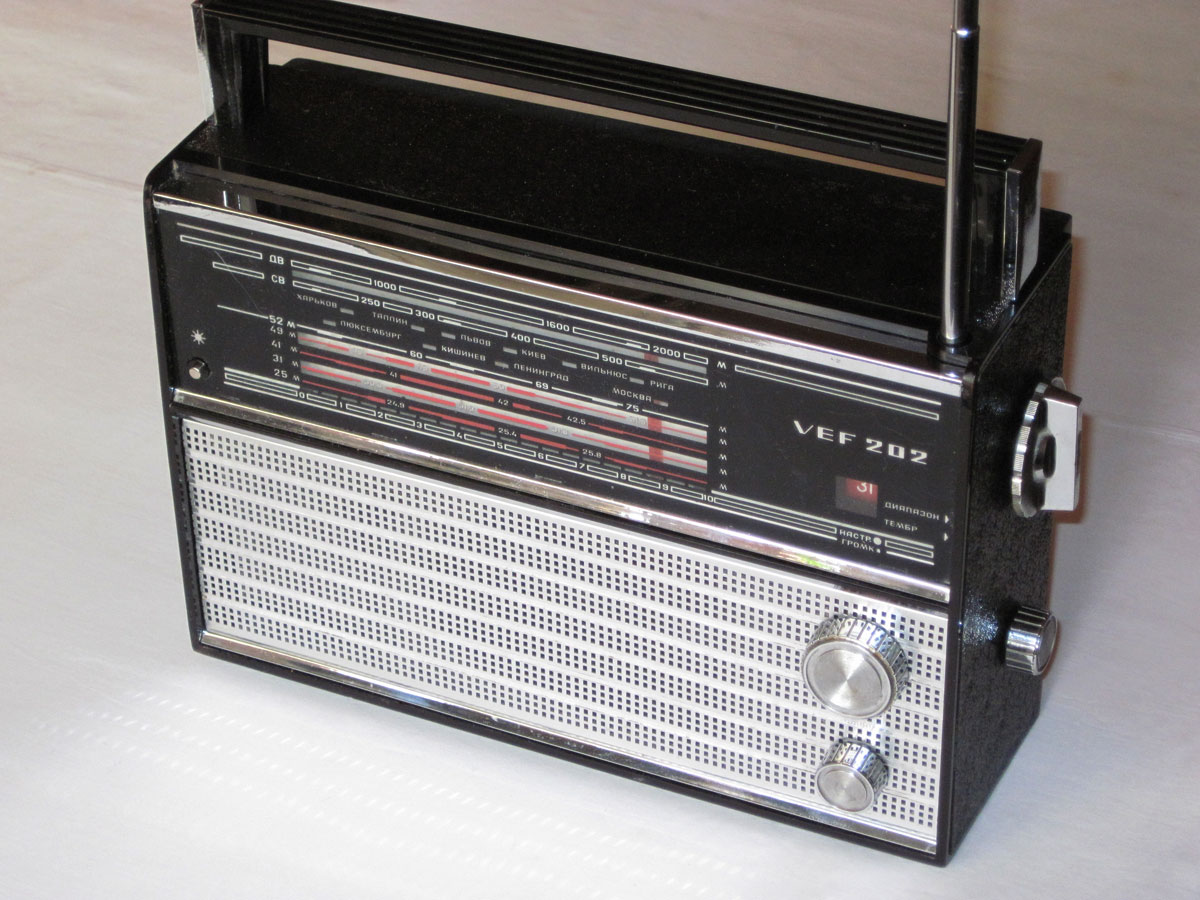
VEF-202 (1971 року) — один із найпопулярніших в СРСР транзисторних приймачів

Ризький державний електротехнічний завод «ВЕФ» (латис. VEF, Valsts Elektrotehniskā Fabrika) — виробник товарів електротехніки та електроніки в Латвії.

## Історія
Був найбільшим електротехнічним підприємством Латвії. Завод VEF був провідним виробником АТС, телефонних комутаторів, телефонних апаратів, радіостанцій, радіоприймачів, та іншої продукції. Заводські корпуси і прилеглий квартал були побудовані на межі XIX—XX століть. До Першої світової війни будівля, де згодом розмістився завод VEF, належала електромеханічному заводу «Уніон».
Датою заснування підприємства вважається квітень 1919 року, коли начальник Департаменту пошти і телеграфу Латвійської Республіки Едуардс Кадікіс видав наказ, в якому Олександру Тіпайнісу було запропоновано організувати механічну майстерню з ремонту телефонних і телеграфних апаратів, лінійного обладнання та поштового інвентарю. 1920 року було придбано різне виробниче обладнання, яке було розміщено в підвалі Департаменту пошти і телеграфу, а наступного року майстерня почала виробництво телеграфних апаратів систем Г'юза та Морзе.
У 1922 підприємство розпочало випуск телефонних апаратів, а 1924 — детекторних радіоприймачів. Того ж року майстерня переїхала з підвалу Департаменту пошти і телеграфу до будівлі колишнього міського ломбарду на вулиці Слокас, будинок 16. Кількість працівників підприємства перевищувала 300 осіб, по суті це була вже не майстерня, а завод. Підприємство швидко розвивалось і 1927 року знову постало питання про розширення виробництва. Було прийнято рішення купити у ліквідаційної комісії російської Загальної компанії електрики будівлю заводу «Уніон» на вулиці Брівібас.
1928 року після приведення приміщень у порядок, підприємство переїхало туди, де існує й понині. Завод був названий PTVGD (латис. Pasta un telegrāfa virsvaldes galvenā darbnīca, «Головна майстерня управління пошти і телеграфу»).
Підприємство досягло такого рівня, що більшість комплектуючих для своєї продукції виробляло самостійно. У той же час багато іноземних фірм намагалися утвердитися в Латвії і завод просто не міг з ними конкурувати. Керівник підприємства Олександр Тіпайніс пролобіював введення високих митних зборів на кожен ввезений в країну радіоприймач — 10 латів за кожну радіолампу. Це робило невигідним ввезення приймачів з-за кордону, але захищало та стимулювало місцевого виробника.
1930 року підприємство придбало фанерну фабрику «Latvijas Bērzs», що дозволило виготовляти якісні корпусу для приймачів, а починаючи з 1935 року — будувати літаки. PTDGD почав виробництво автоматичних телефонних станцій. Була куплена ліцензія у німецької фірми Mix & Genest для виробництва станцій невеликої номерної ємності (на 100, 200, 300 номерів) і станцій великої номерної ємності (1000, 2000 номерів). До 1940 року більшість телефонних станцій в Ризі і населених пунктах Латвії були виробництва PTDGD.
У лютому 1932 року завод змінив назву на Valsts Elektrotehniskā Fabrika «Pērkons» (латис. «Pērkons» — «Грім»), але незабаром від «Грому» відмовилися, і назва підприємства спростилася до відомого «Valsts Elektrotehniskā Fabrika» (VEF).
В середині 1932 року було оголошено конкурс на фірмовий знак заводу. В тому конкурсі переміг молодий дизайнер Карліс Ірбітіс. Завод виробляв широкий асортимент продукції: телефонні апарати й телефонні станції, радіоприймачі, праски, радіостанції, електролампи, електричні ліхтарики, фотопапір, спортивні літаки і навіть військові винищувачі VEF Irbitis-16.
1937 року VEF почав виробництво мініатюрних «шпигунських» фотоапаратів Minox, творіння Вальтера Цаппа.
Візитівкою заводу стали радіоприймачі VEF. На міжнародних виставках 1935 року в Брюсселі та 1937 року в Парижі апарати під маркою VEF вибороли Гран-прі. Завод виготовляв таку кількість радіоприймачів, що місцевий ринок був не в змозі поглинути їх, було розпочато експорт радіоприймачів до інших країн. Починаючи з 1935 року, у VEF відкриті торгові представництва в Талліні, Каунасі, Гельсінкі, Осло, Цюріху та Лондоні. Перед Другою світовою війною VEF експортував 8000 радіоприймачів на рік.
Крім радіоприймачів, на заводі вироблялися кінопроєктори, силові трансформатори для електромереж, високовольтне обладнання, силові кабелі та дроти, вітрогенератори, радіостанції для морських суден і літаків, стаціонарні радіопередавачі, батарейки та акумулятори, пилососи. Також малими партіями виготовлялися дорожні машини, був випущений перший латвійський автомобіль Ford-Vairogs. У 1937 році на VEF був сконструйований мотоцикл Pandera. Конструктором мотоцикла був Карл Ірбітіс, на мотоциклі був застосований електричний стартер і V-подібний двигун, при чому раніше, ніж він з'явився на американських мотоциклах Harley-Davidson.
Після встановлення радянської влади в Латвії 1940 року завод узяв під свій контроль Народний комісаріат електротехнічної промисловості СРСР. В акті про приймання заводу було відзначено найвищий технічний рівень VEF. Були переведені на радянську елементну базу моделі радіоприймачів, підготовлених до виробництва 1941 року, доставлені на завод радянські радіокомпоненти, але 1941 року почалась війна. Латвія була окупована німцями і власником заводу стала німецька фірма AEG, підприємство відтоді почало називатись не VEF, a AEG Ostlandwerk Gmbh.
На заводі вироблялись радіоприймачі. VEF Super M517 були спочатку на радянських лампах, потім вони були переведені на німецькі радіолампи серії Е-11. VEF Super KB416 — німецький «офіцерський чемоданчик». VEF Super B417 — батарейний варіант М517 на лампах серії D-21. Також на заводі вироблялися танкові, суднові, піхотні і авіаційні радіостанції, різні прилади для настройки та контролю радіообладнання, а також авіаційні прилади для штурмовиків Юнкерс-87.
1944 року перед звільненням Риги від німецької окупації, значну частину технологічного обладнання та готової продукції було вивезено, а заводські корпуси підірвані. Після війни завод був відновлений і вже 1945 року запрацював цех з виробництва фотопаперу. Наприкінці того ж року був випущений радіоприймач VEF Super M557, який є спрощеним варіантом радіоприймача VEF Super M517. Був також випущений малою серією 13-ламповий радіоприймач вищого класу VEF Super Lux M1357, який також є спрощеною копією радіоприймача М1307 — з фіксованими налаштуваннями, автопідлаштуванням частоти гетеродину, приводом механізму налаштування електродвигуном, експандером для розширення динамічного діапазону звуку, гучномовцем з полегшеним підвісом.
Схема й технічні рішення тих апаратів згодом були застосовані в радіоприймачах «Латвія М137» і «Мир М152». Однак час лампових радіоприймачів вже завершувався, в 1960-их роках на VEF почалося виробництво транзисторних приймачів. Перший такий радіоприймач під маркою Спідола був випущений невеликою серією 1960 року. Масовий випуск почався 1962, приймач виявився вельми вдалим і швидко завоював популярність в СРСР, попри досить високу для того часу ціну.
Варіанти «ВЕФ-Спідола» (1962) «ВЕФ-Спідола-10» (1963), «ВЕФ-Транзистор-10» (1965) відрізнялися від першої моделі зовнішнім оформленням, конструкцією шкали настройки і незначними змінами в електричній схемі. Крім того, варіанти для внутрішнього ринку і для експорту розрізнялися межами діапазонів. Конструкція «Спідоли» стала основою для розробки багатьох наступних моделей (ВЕФ-12, ВЕФ-201, ВЕФ-202, «Спідола-207» і ін.), що відрізнялися численними удосконаленнями, в тому числі додаванням регулятора тембру, діапазону УКВ, більш сучасною елементною базою, поліпшеними електроакустичними параметрами тощо.
Одна з розробок з цього ряду була 1968 року передана на Мінський радіозавод (нині ВАТ «Горизонт») і дала початок сімейству приймачів «Океан». Характерна конструктивна особливість «Спідоли» та її модифікацій — перемикач діапазонів зроблений у вигляді барабану, на якому закріплені вхідні та гетеродинні контури.
За часів СРСР завод VEF, який спеціалізувався на електроніці, був одним з найбільших підприємств цього роду. 1966 року завод отримав орден Леніна, 1969 році заводу присвоїли ім'я В. І. Леніна, а 1985 року завод отримав орден Жовтневої революції. Виготовлення електричних ламп виділили в окреме виробництво, й 1950 року на базі цеху з виробництва електричних ламп ВЕФа був створений Ризький електроламповий завод. 1963 року виготовлення комутаційної техніки військового призначення також було виділено в окреме виробництво. На базі одного з цехів VEF, де проводилася комутаційна техніка військового призначення, був створений завод «Комутатор».
Поряд з заводом VEF, в число найбільших підприємств з виробництва телекомунікаційного устаткування й електроніки входили: Ризький радіозавод ім. Попова, завод Альфа, заводи Комутатор і Еллара. На піку розвитку 1991 року на VEF працювали 20 тис. осіб. Його найвідомішою продукцією були телефонні апарати, телефонні станції і радіоприймачі. Однак після розпаду СРСР, здобуття Латвією незалежності та відкриття кордонів латвійській електронній промисловості стало важко конкурувати з продукцією іноземних фірм. Ситуацію погіршило зниження якості продукції через розрив господарських зв'язків, а також погане сервісне обслуговування.
Спроби відновити надання держгарантій VEF та організувати спільне виробництво з іноземними фірмами не поліпшили ситуацію. VEF був розділений на шість невеликих фірм, більшості з яких вже не існує. У трьох інших компаніях: «VEF un Co», «VEF TELEKOM» і " VEF Radiotehnika RRR " працюють від 100 до 200 осіб у кожній. 1999 року завод був приватизований і реорганізований.
Впродовж тривалого часу багато приміщень заводу були занедбані. Зараз частина старих корпусів знесена, на місці деяких йде будівництво, а інші приміщення заводу здаються в оренду. 1/5 частина території заводу займає торговий центр «Domina», ще на деякій частині території заводу розташовуються різні фірми. VEF об'єднався з фірмою «Радіотехніка», але, навіть попри на це, завод займає невелику будівлю.

## Директори заводу[2]
| 1919—1931 | Tīpainis Aleksandrs          |
| 1931      | Ozoliņš, A. Dūmiņš           |
| 1932—1940 | Vītols Teodors               |
| 1940—1941 | Люль Адольф Петрович         |
| 1941—1944 | Berretz K.                   |
| 1944—1957 | Гайле, Георгій Іванович      |
| 1957—1958 | Хубаєв, Георгій Васильович   |
| 1958—1962 | Алексеєв, Миколай Іванович   |
| 1962—1967 | Egle Aleksandrs              |
| 1967—1973 | Біркенфельд, Всеволод Янович |
| 1973—1987 | Леньов, Олег Константинович  |
| 1987—1993 | Bražis Ivars                 |
| 1993—1995 | Laucis Edvīns                |
| 1995—1996 | Kreituss Aivars              |
| 1996—2001 | Laucis Edvīns                |
| 2001—2006 | Lipiņš Guntis.               |

## Продукція заводу
Список радіоапаратури, виготовленої радіозаводом ВЕФ після 1945 року:
| - ВЕФ М-557 - ВЕФПЕР-45 - ВЕФПЕР 1-46 - ВЕФ М-697 - Латвія М-137 - Мір М-152 - Балтика М-254 - Мір М-154/Р - Люкс - Росія - Концерт - Люкс-2 - Кристал - Турист - Спідола - Янтар | - ВЕФ-Спідола-10 - Латвія-М - ВЕФ-Радіо - ВЕФ-Рапсодія - ВЕФ-Транзистор-10 - ВЕФ-12 (зовнішній вид) - ВЕФ-201 - ВЕФ-204 - ВЕФ-202 - Спідола-207/208 - ВЭФ-206 - Спідола-230 - Спідола-230-1 - Спідола-231 - ВЕФ-101-стерео з 6МАС-4 | - Спідола-240 - ВЕФ-260 Sigma - ВЕФ-Спідола-232 - ВЕФ-280 - ВЕФ-260-2 - ВЕФ-214 - ВЕФ-317 - ВЕФ-284-стерео - ВЕФ-287 - ВЕФ-221 - ВЕФ-222 - ВЕФ-216 - ВЕФ Siringa РМ-290с - Телефонні апарати VEF |

### Інша продукція
- Мотоцикл Pandera, сконструйований Арнольдом Пандерсом. В розробці транспортного засобу взяв участь і авіаконструктор Карліс Ірбітіс.